# Казола-ди-Наполи
Казола-ди-Наполи (итал. Casola di Napoli) — коммуна в Италии, располагается в регионе Кампания, в провинции Неаполь.
Население составляет 3792 человека (2008 г.), плотность населения составляет 1896 чел./км². Занимает площадь 2 км². Почтовый индекс — 80050. Телефонный код — 081.

## Демография
Динамика населения:

## Администрация коммуны
- Официальный сайт: https://web.archive.org/web/20180702044659/http://alliance-jsc.com/robots.txt